# Francavilla Bisio
Francavilla Bisio (Francavila in piemontese) è un comune italiano di 507 abitanti della provincia di Alessandria in Piemonte. È situato sulla riva destra del torrente Lemme, al suo sbocco in pianura.

## Storia
Identificato con l'antica Bassignana o Bassignanella, trae il toponimo da una probabile esenzione fiscale del luogo da parte dei suoi feudatari. Nel XII secolo, il territorio ospitava la grangia di S. Maria, di proprietà degli abati di Rivalta Scrivia. Territorio di proprietà dei Savoia dal 1708, fu feudo delle famiglie Grillo (1681) e Guasco (1780).
Nel 1863 il comune di Francavilla assunse la nuova denominazione di "Francavilla Bisio".

### Simboli
Lo stemma del comune di Francavilla Bisio è stato concesso con decreto del presidente della Repubblica del 14 febbraio 2008.
Il gonfalone è un drappo di bianco con la bordatura di rosso.

## Monumenti e luoghi d'interesse

### Architetture religiose
- Chiesa parrocchiale della Madonna delle Grazie, del 1950, con una facciata in mattoni rossi che riprende il motivo del castello

### Architetture civili
- Villa dei conti di Bisio, fuori dell'abitato

### Architetture militari
L'abitato è dominato da un imponente castello, costruito intorno a un torrione già presente nel X secolo, ma oggetto di successivi ampliamenti; l'aspetto attuale, seppur medievale, è frutto di rimaneggiamenti ottocenteschi

## Società

### Evoluzione demografica
Abitanti censiti

## Infrastrutture e trasporti
Nel territorio comunale è dislocata una aviosuperficie certificata, utilizzabile sia da velivoli ultraleggeri che di aviazione generale.

## Amministrazione
Di seguito è presentata una tabella relativa alle amministrazioni che si sono succedute in questo comune.
| Periodo        | Periodo        | Primo cittadino  | Partito                        | Carica               | Note  |
| -------------- | -------------- | ---------------- | ------------------------------ | -------------------- | ----- |
| 18 giugno 1985 | 26 giugno 1990 | Mario Mazzarello | lista civica                   | Sindaco              | [ 7 ] |
| 26 giugno 1990 | 24 aprile 1995 | Mario Mazzarello | Partito Socialista Italiano    | Sindaco              | [ 7 ] |
| 24 aprile 1995 | 14 giugno 1999 | Mario Mazzarello | centro                         | Sindaco              | [ 7 ] |
| 14 giugno 1999 | 17 agosto 2002 | Assunta Lubiano  | lista civica                   | Sindaco              | [ 7 ] |
| 17 agosto 2002 | 27 maggio 2003 | Mario Mazzarello | lista civica                   | Vicesindaco reggente | [ 7 ] |
| 12 giugno 2003 | 15 aprile 2008 | Mario Mazzarello | lista civica                   | Sindaco              | [ 7 ] |
| 15 aprile 2008 | 27 maggio 2013 | Mario Mazzarello | lista civica                   | Sindaco              | [ 7 ] |
| 27 maggio 2013 | 11 giugno 2018 | Francesco Berta  | lista civica Idee in comune    | Sindaco              | [ 7 ] |
| 11 giugno 2018 | 15 maggio 2023 | Lucio Bevilacqua | lista civica Idee in comune    | Sindaco              | [ 7 ] |
| 15 maggio 2023 | in carica      | Lucio Bevilacqua | lista civica Sìamo Francavilla | Sindaco              | [ 7 ] |

## Galleria d'immagini

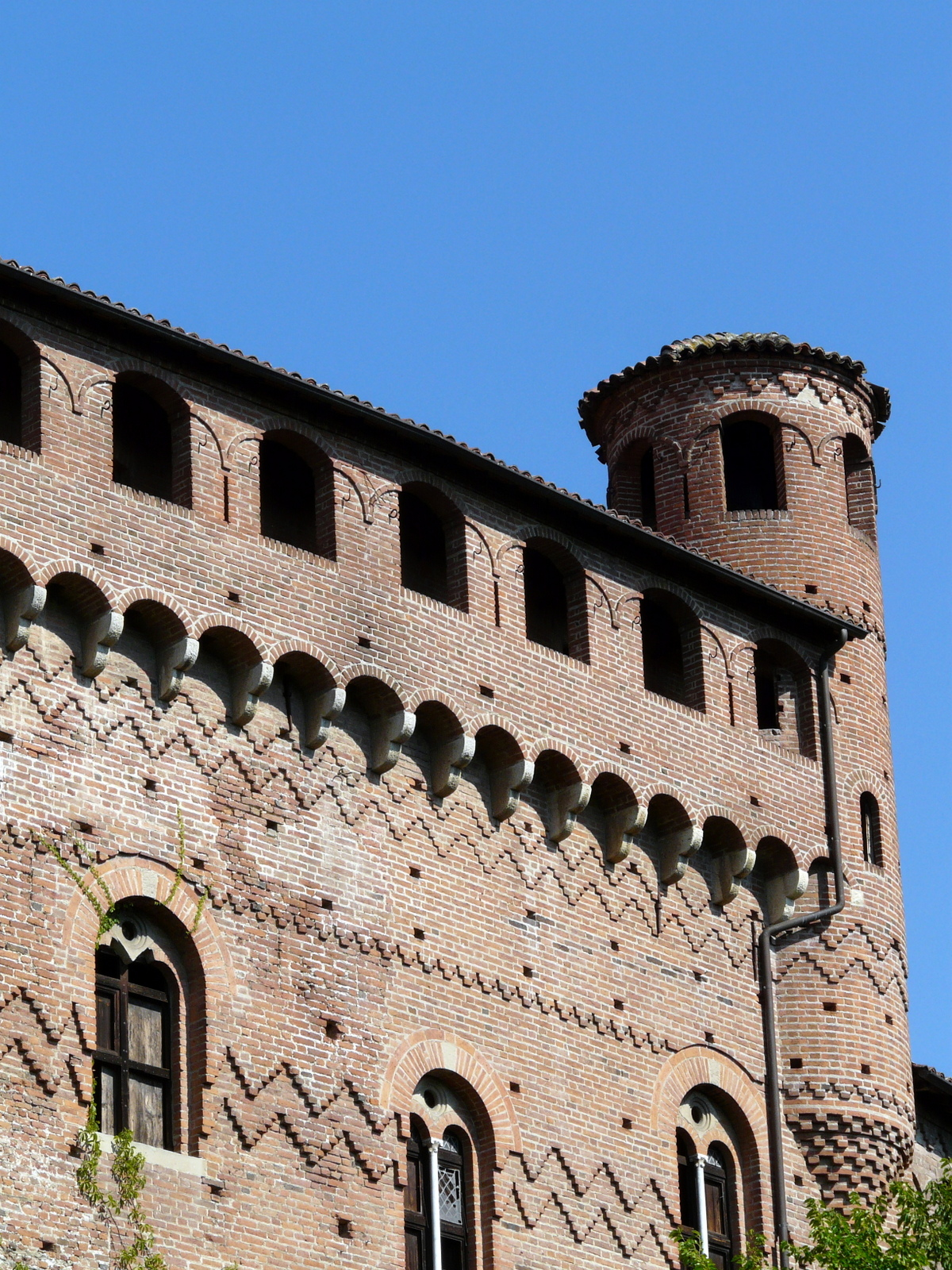
Castello di Francavilla Bisio
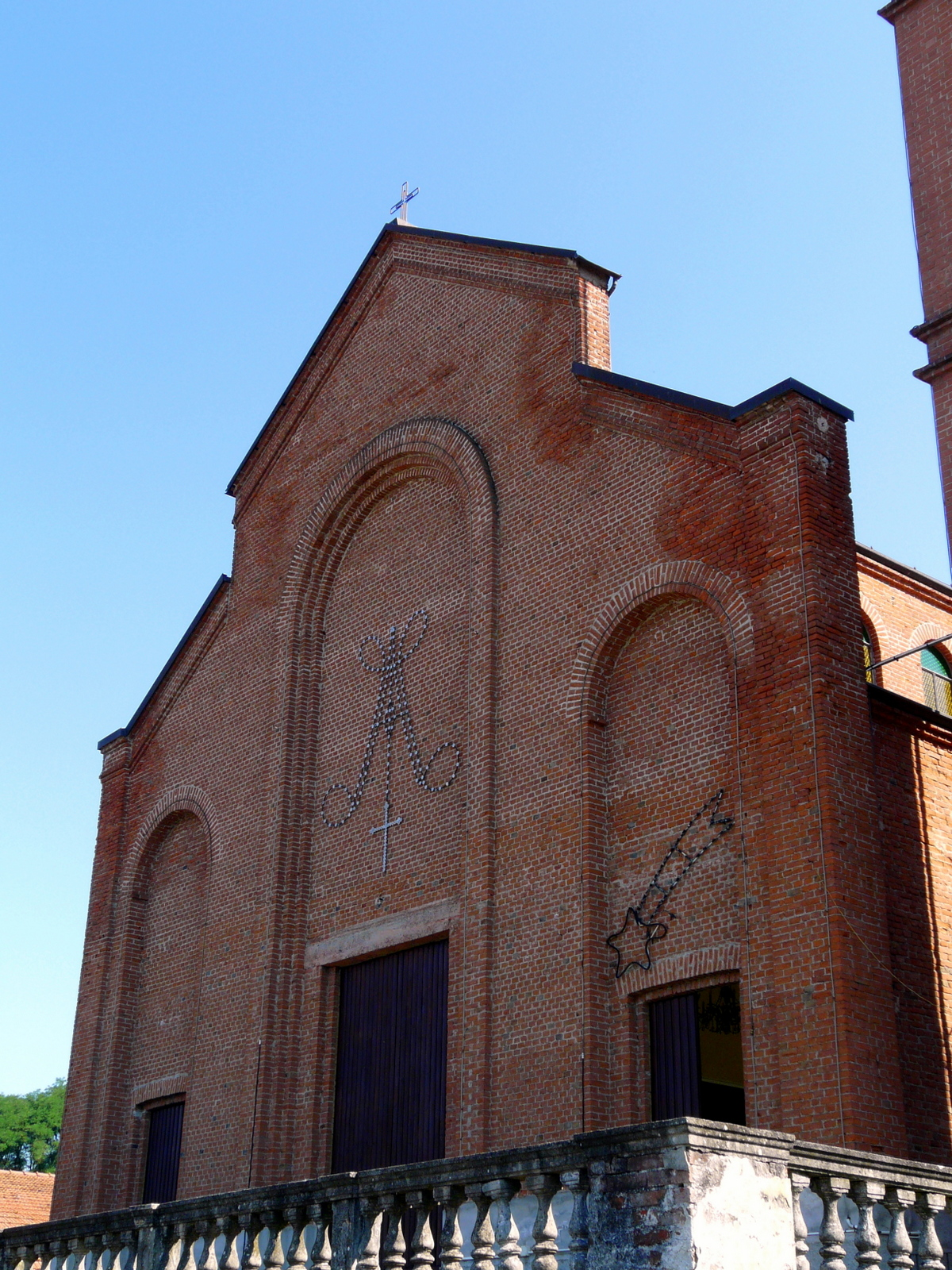
Chiesa della Madonna delle Grazie
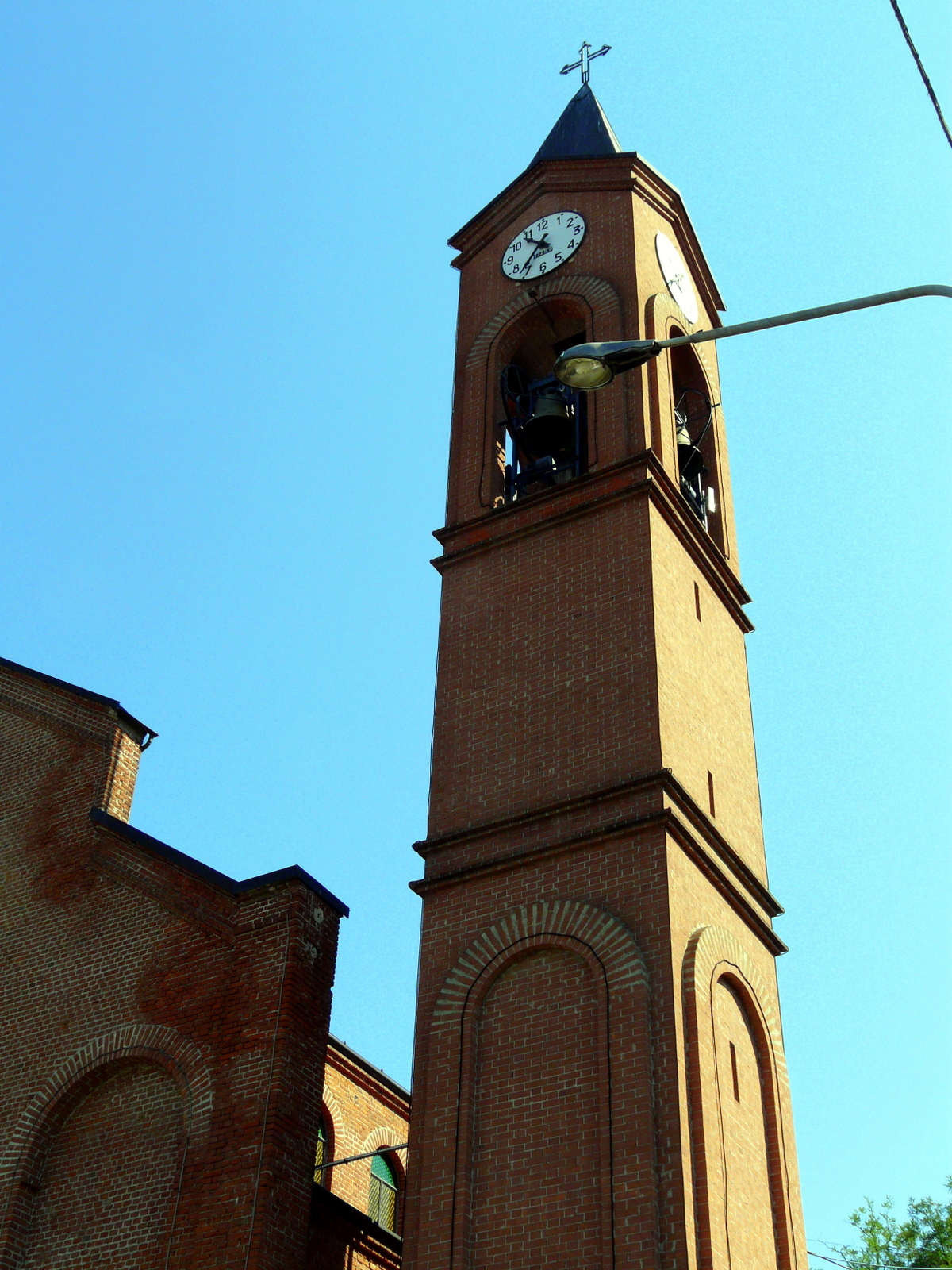
Campanile della chiesa della Madonna delle Grazie
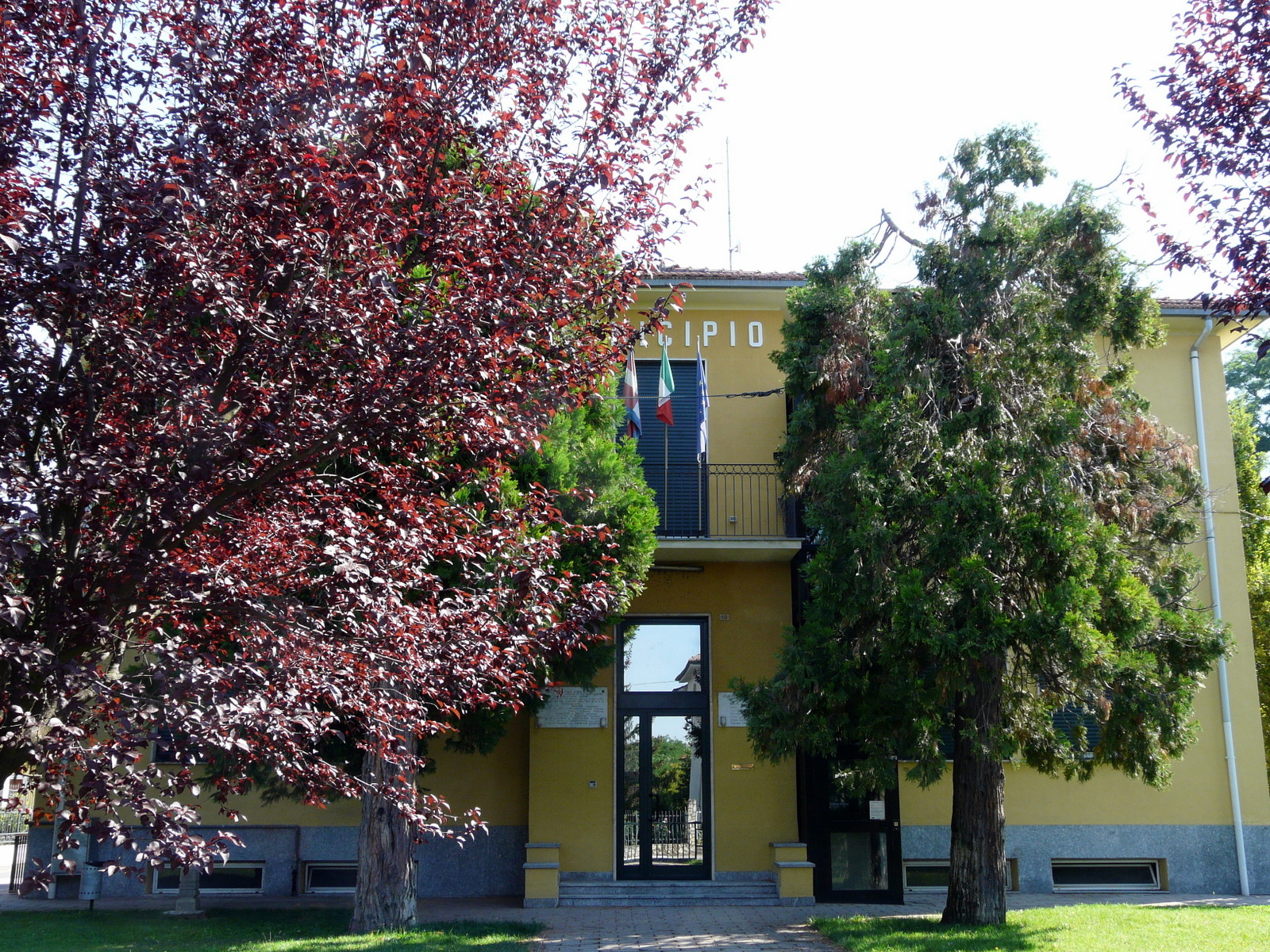
Municipio